# Wilhelm (margrabia Miśni)
Wilhelm (zm. w 1062 r.) – hrabia Weimaru od 1039 r., palatyn saski od 1042 r. i margrabia Miśni od 1046 r.

## Życiorys
Wilhelm był najstarszym synem hrabiego Weimaru Wilhelma III oraz Ody, córki margrabiego Łużyc Thietmara II. W 1039 r. objął rodowe dobra i został hrabią Weimaru. Po śmierci Ekkeharda II w 1046 r. został margrabią Miśni. Prawdopodobnie objął też znajdujące się w Turyngii dobra margrabiego Łużyc Dedo II, dla którego był pasierbem (po śmierci ojca Dedo poślubił matkę Wilhelma). Po śmierci cesarza Henryka III Salickiego pozostał wierny wdowie po nim i zarazem regentce Agnieszce i otrzymał od niej dowództwo nad wojskami, które wysłała w 1060 r. z pomocą królowi Węgier Andrzejowi I toczącemu konflikt ze swoim bratem Belą. Pokonany mimo zażartej obrony, dostał się do niewoli. Syn Beli, Gejza miał żywić tak wielkie uznanie dla bohaterstwa Wilhelma, że skłonił ojca nie tylko do jego uwolnienia, ale także do zaręczenia go z jedną z córek Beli, Zofią. Jednak już w kolejnym roku Wilhelm zmarł w drodze do swojej narzeczonej.